# Pääru Oja
 (juin 2021).
La mise en forme du texte ne suit pas les recommandations de Wikipédia : il faut le « wikifier ».
Les points d'amélioration suivants sont les cas les plus fréquents. Le détail des points à revoir est peut-être précisé sur la page de discussion.
- Les titres sont pré-formatés par le logiciel. Ils ne sont ni en capitales, ni en gras.
- Le texte ne doit pas être écrit en capitales (les noms de famille non plus), ni en gras, ni en italique, ni en « petit »…
- Le gras n'est utilisé que pour surligner le titre de l'article dans l'introduction, une seule fois.
- L'italique est rarement utilisé : mots en langue étrangère, titres d'œuvres, noms de bateaux, etc.
- Les citations ne sont pas en italique mais en corps de texte normal. Elles sont entourées par des guillemets français : « et ».
- Les listes à puces sont à éviter, des paragraphes rédigés étant largement préférés. Les tableaux sont à réserver à la présentation de données structurées (résultats, etc.).
- Les appels de note de bas de page (petits chiffres en exposant, introduits par l'outil «  Source ») sont à placer entre la fin de phrase et le point final[comme ça].
- Les liens internes (vers d'autres articles de Wikipédia) sont à choisir avec parcimonie. Créez des liens vers des articles approfondissant le sujet. Les termes génériques sans rapport avec le sujet sont à éviter, ainsi que les répétitions de liens vers un même terme.
- Les liens externes sont à placer uniquement dans une section « Liens externes », à la fin de l'article. Ces liens sont à choisir avec parcimonie suivant les règles définies. Si un lien sert de source à l'article, son insertion dans le texte est à faire par les notes de bas de page.
- La présentation des références doit suivre les conventions bibliographiques. Il est recommandé d'utiliser les modèles {{Ouvrage}}, {{Chapitre}}, {{Article}}, {{Lien web}} et/ou {{Bibliographie}}. Le mode d'édition visuel peut mettre en forme automatiquement les références.
- Insérer une infobox (cadre d'informations à droite) n'est pas obligatoire pour parachever la mise en page.

Pour une aide détaillée, merci de consulter Aide:Wikification.
Si vous pensez que ces points ont été résolus, vous pouvez retirer ce bandeau et améliorer la mise en forme d'un autre article.
Pour les articles homonymes, voir Oja.
Pääru Oja, né le 16 mai 1989 à Tallinn en république socialiste soviétique d'Estonie (URSS) est un acteur estonien.

## Biographie
Pääru Oja naît à Tallinn le 16 mai 1989. Il est le second fils de l'acteur Tõnu Oja, son frère aîné Kaarel étant directeur du théâtre et PDG de l'Estonian Theatre Festival, marié à l'actrice Ursula Ratasepp. Son oncle est l'acteur, metteur en scène et professeur de théâtre Rein Oja.
Il fréquente les écoles primaires et secondaires de Tallinn avant d'être accepté à l'Académie estonienne de musique et de théâtre de Tallinn, où il obtient son diplôme en 2012.
Pour l'obtention de son diplôme, Pääru Oja joue les rôles du père de Toulon dans Red Noses (2010) de Peter Barnes, de Joseph Wykowski dans Biloxi Blues de Neil Simon et d'Argante dans Le Malade imaginaire de Molière (2011),. 

## Théâtre
Après avoir obtenu son diplôme de l'Académie estonienne de musique et de théâtre, Pääru Oja reçoit un engagement au Théâtre dramatique d'Estonie (Eesti Draamateater) à Tallinn, où il est toujours employé. Certains de ses rôles les plus mémorables au Théâtre dramatique sont :
- Juhani, dans Les Sept Frères [« Seitsemän veljestä »] d'Aleksis Kivi (2012)
- Dennis Dutton, dans The Vertical Hour de David Hare (2012)
- T. Stedman Harder, dans Une lune pour les déshérités d'Eugene O'Neill (2012)
- Silbe, dans Kevadine Luts d'Andrus Kivirähk (2012)
- Philip, dans Orphans de Lyle Kessler (2013)
- Willem, dans Vennas de Tõnu Õnnepalu (2014)
- Billy, dans Les Tribus de Nina Raine (2014)
- Olav, dans Kuldne Lurich de Mika Keränen (2014)
- Aliocha Karamazov, dans Les Frères Karamazov de Fiodor Dostoïevski (2015)
- Jeune comédien, dans La Carte et le Territoire de Michel Houellebecq (2015)
- Garçon, dans Mäed de Tõnu Õnnepalu (2016)
- Nikolai Ivanov, dans Ivanov d'Anton Tchekhov (2017)
- Piiri Leo, dans Põud ja vihm Põlva kihelkonnan nelätõistkümnendämä aasta suvõl de Madis Kõiv et Aivo Lõhmus (2019)

Oja a également joué le rôle de Franz dans Tasandikkude helinad de Jaan Kruusvall au théâtre Saueaugu à Ohtla en 2011, et celui d'Alexander Herzen dans The Coast of Utopia de Tom Stoppard au théâtre de la ville de Tallinn en 2013.

## Cinéma
La première apparition au cinéma de Pääru Oja est dans le rôle de Kristjan dans le court métrage Ei oska filmi teha de 2010, réalisé par Hardi Keerutaja et mettant en vedette Mikk Jürjens et Viire Valdma. Au cours des années suivantes, il apparait dans un certain nombre d'autres courts métrages. En 2013, il fait ses débuts dans un long métrage dans le petit rôle d'Evariste dans le film fantastique pour enfants réalisé par René Vilbre Väikelinna detektiivid ja valge daami saladus.
Oja a également travaillé comme doubleur, doublant des films d'animation étrangers en estonien. En 2013, il prête sa voix au doublage estonien de la comédie de science-fiction d'animation 3D canado-américaine Les Zévadés de l'espace (en estonien : Põgenemine planeedilt Maa),.

## Vie privée
Pääru Oja réside actuellement à Tallinn. Il est guitariste de jazz et de flamenco et se produit souvent avec son collègue guitariste Indrek Kruusimaa dans des salles en Estonie,.

## Récompenses et distinctions
- 2014 : Kristallkingakese auhind (et)
- 2015 : Suur Ants, Estonian Drama Theater Colleague Award du meilleur acteur
- 2020 : Shooting Stars de la Berlinale